# علم الاستعمار الجديد
البحوث الاستعمارية الجديدة أو علم الاستعمار الجديد، كثيرًا ما يوصف بأنه أبحاث المروحيات، علم أو البحث المظلي، البحث الطفيلي، أو دراسات رحلات السفاري، هي عندما يذهب باحثون من البلدان الأكثر ثراءً إلى دولة نامية، ويجمعون المعلومات، ويسافرون إلى بلدانهم، ويحللون البيانات والعينات، وينشرون النتائج دون مشاركة أو مشاركة قليلة من الباحثين المحليين. وجدت دراسة أجرتها الأكاديمية المجرية للعلوم عام 2003 أن 70% من المقالات في عينة عشوائية من المنشورات حول البلدان الأقل نموًا لم تتضمن باحثًا مشاركًا محليًا.
في كثير من الأحيان، خلال هذا النوع من البحث، قد يتم استخدام الزملاء المحليين لتقديم الدعم اللوجستي كمثبتين ولكنهم لا يشاركون لخبراتهم أو يُمنحون الفضل لمشاركتهم في البحث. تساهم المنشورات العلمية الناتجة عن هذا النوع من البحث في كثير من الأحيان فقط في الحياة المهنية للعلماء من البلدان الغنية، مما يحد من تطوير القدرات العلمية المحلية (مثل مراكز البحث الممولة) والمهن للعلماء المحليين. هذا الشكل من العلم "الاستعماري" له أصداء للممارسات العلمية في القرن التاسع عشر لمعاملة المشاركين غير الغربيين على أنهم "آخرون" من أجل تعزيز الاستعمارية، ويدعو النقاد إلى إنهاء هذه الممارسات الاستخراجية من أجل إنهاء استعمار المعرفة.
يقلل هذا النوع من نهج البحث من جودة البحث لأن الباحثين الدوليين قد لا يطرحون الأسئلة الصحيحة أو يرسمون صلات بالقضايا المحلية. نتيجة هذا النهج هي أن المجتمعات المحلية غير قادرة على الاستفادة من البحث لصالحها. في نهاية المطاف، وخاصة بالنسبة للمجالات التي تتعامل مع القضايا العالمية مثل علم الحفظ الحيوي التي تعتمد على المجتمعات المحلية لتنفيذ الحلول، يمنع علم الاستعمار الجديد إضفاء الطابع المؤسسي على النتائج في المجتمعات المحلية من أجل معالجة القضايا التي يدرسها العلماء.